# Cyrtandra
Cyrtandra är ett släkte av tvåhjärtbladiga växter. Cyrtandra ingår i familjen Gesneriaceae.

## Bildgalleri

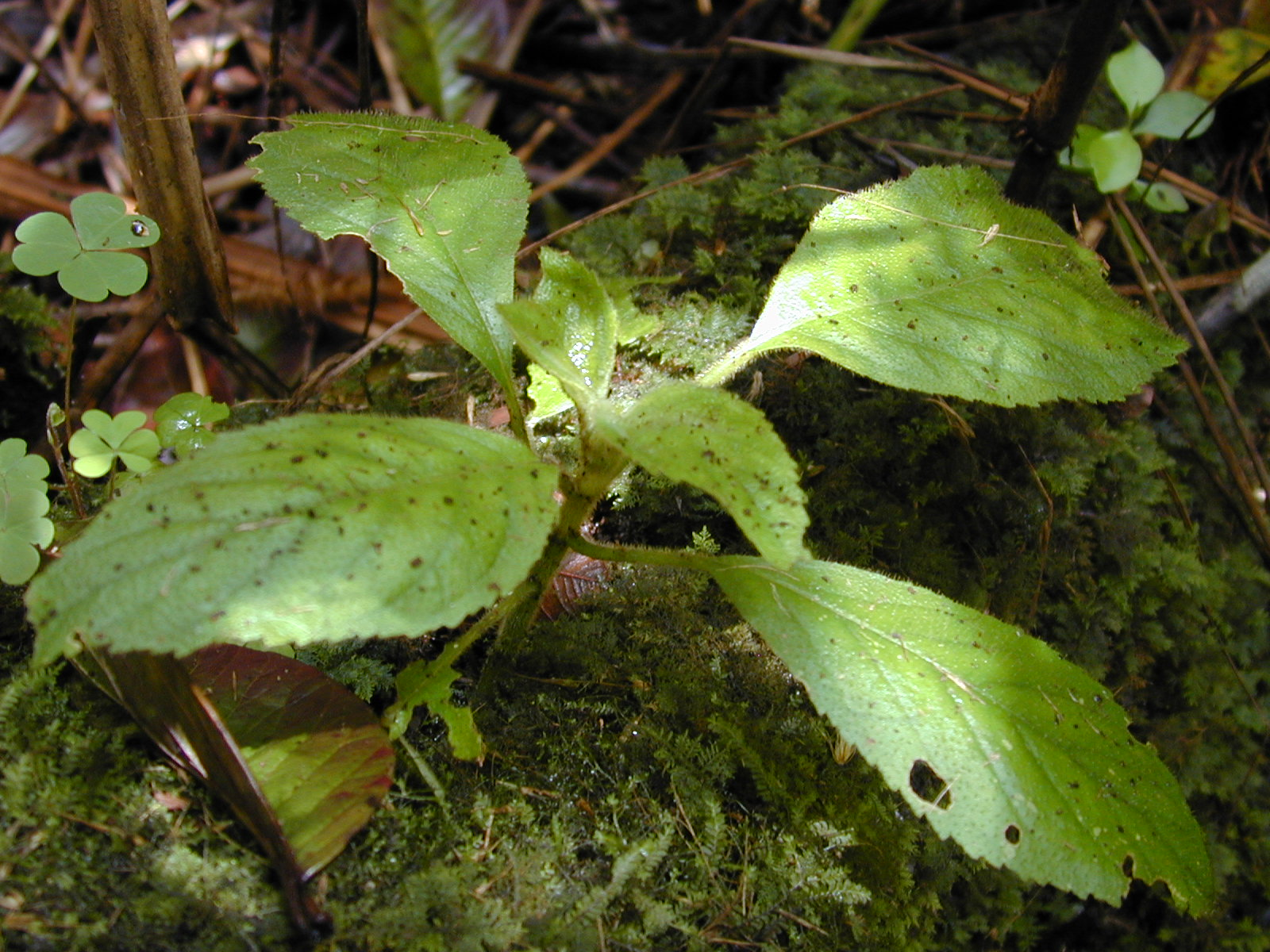
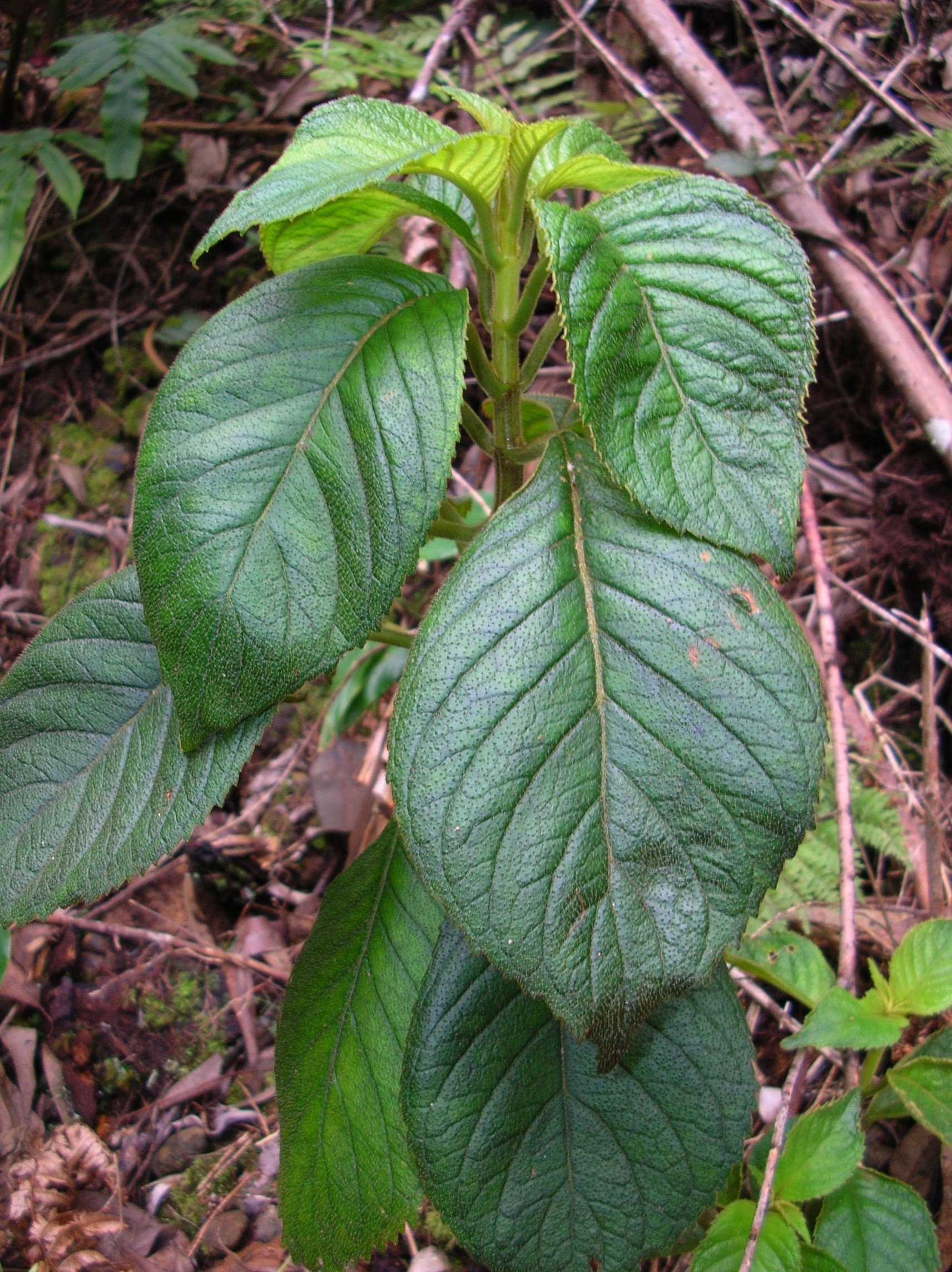
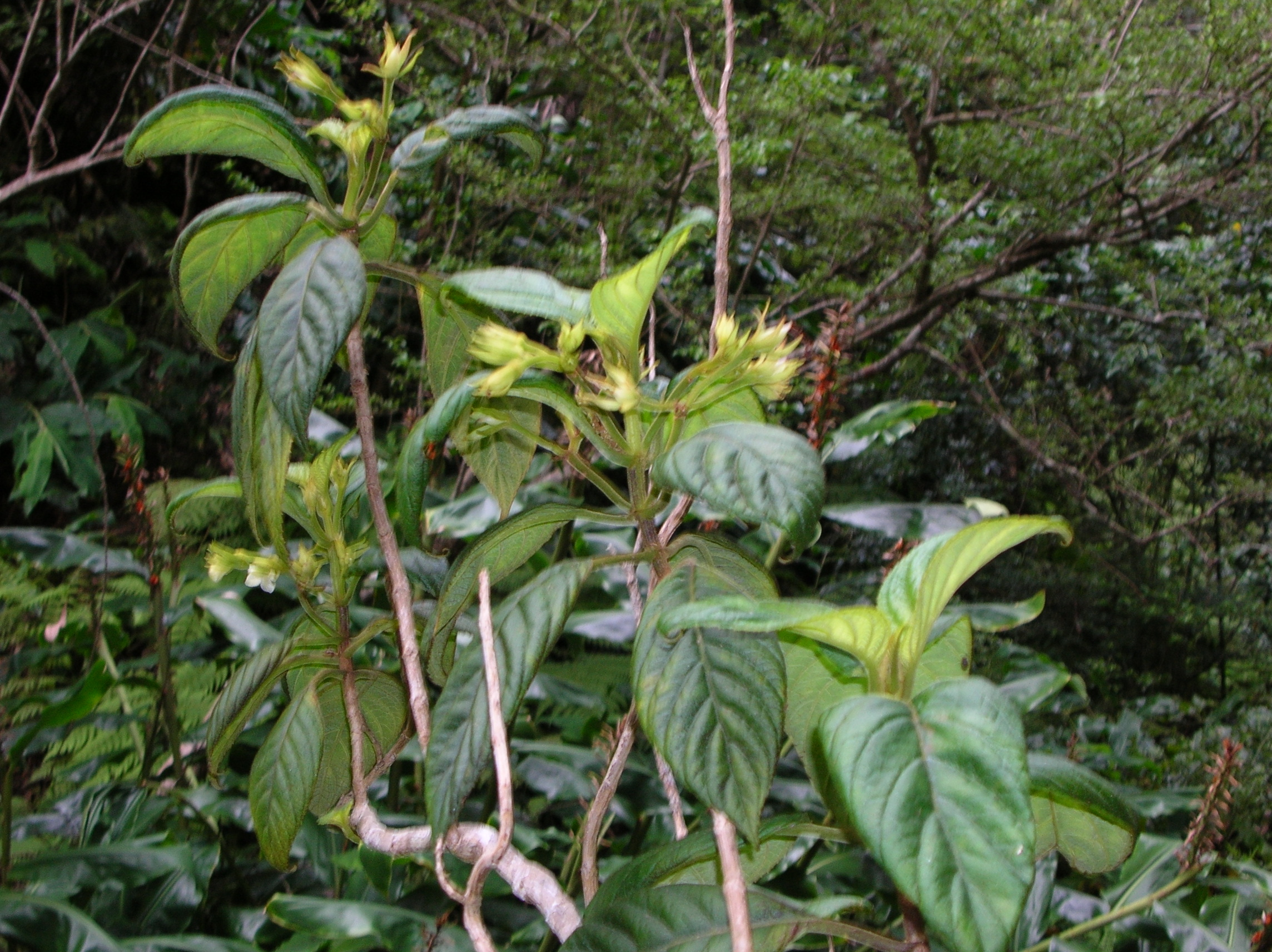
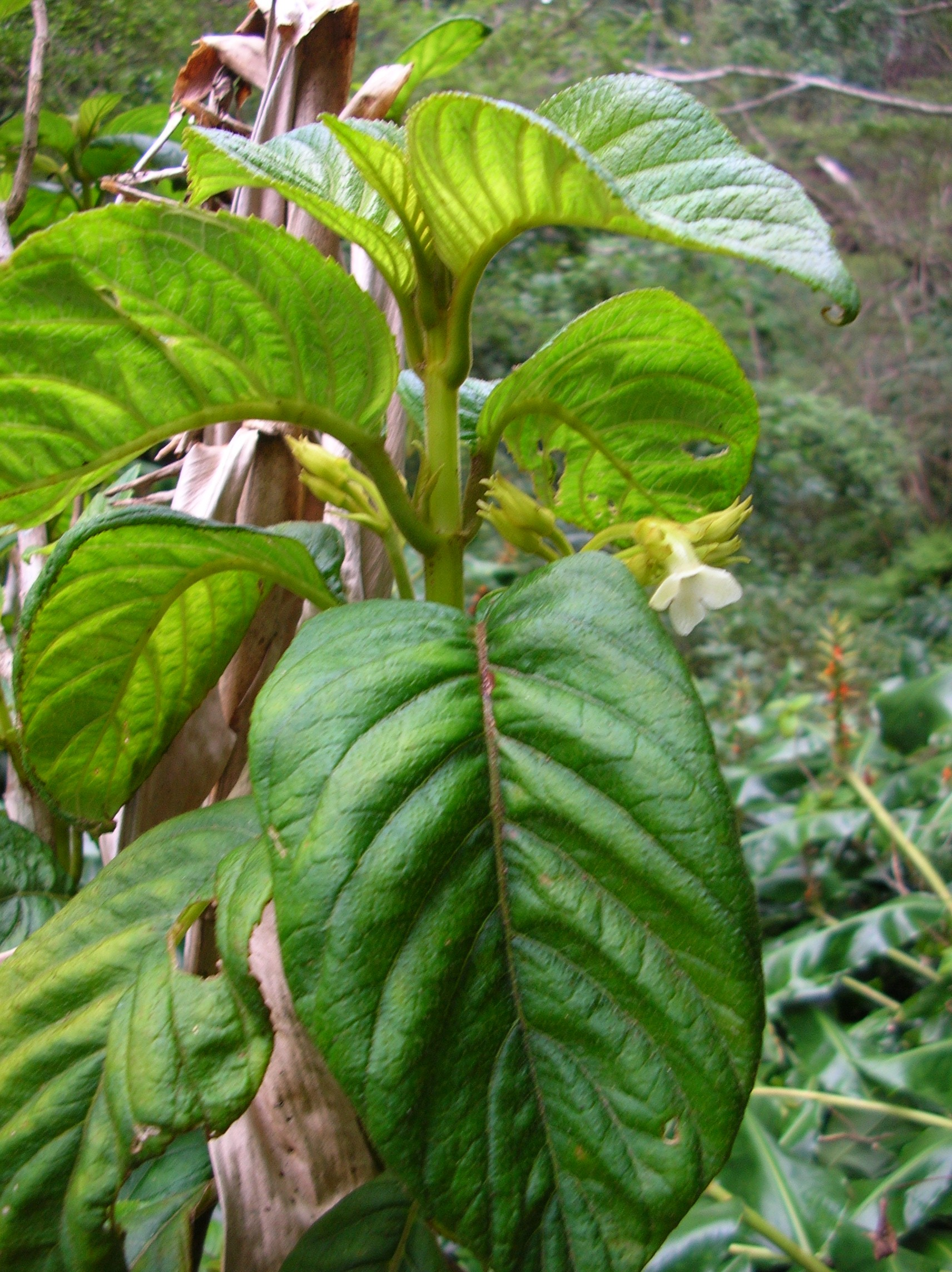
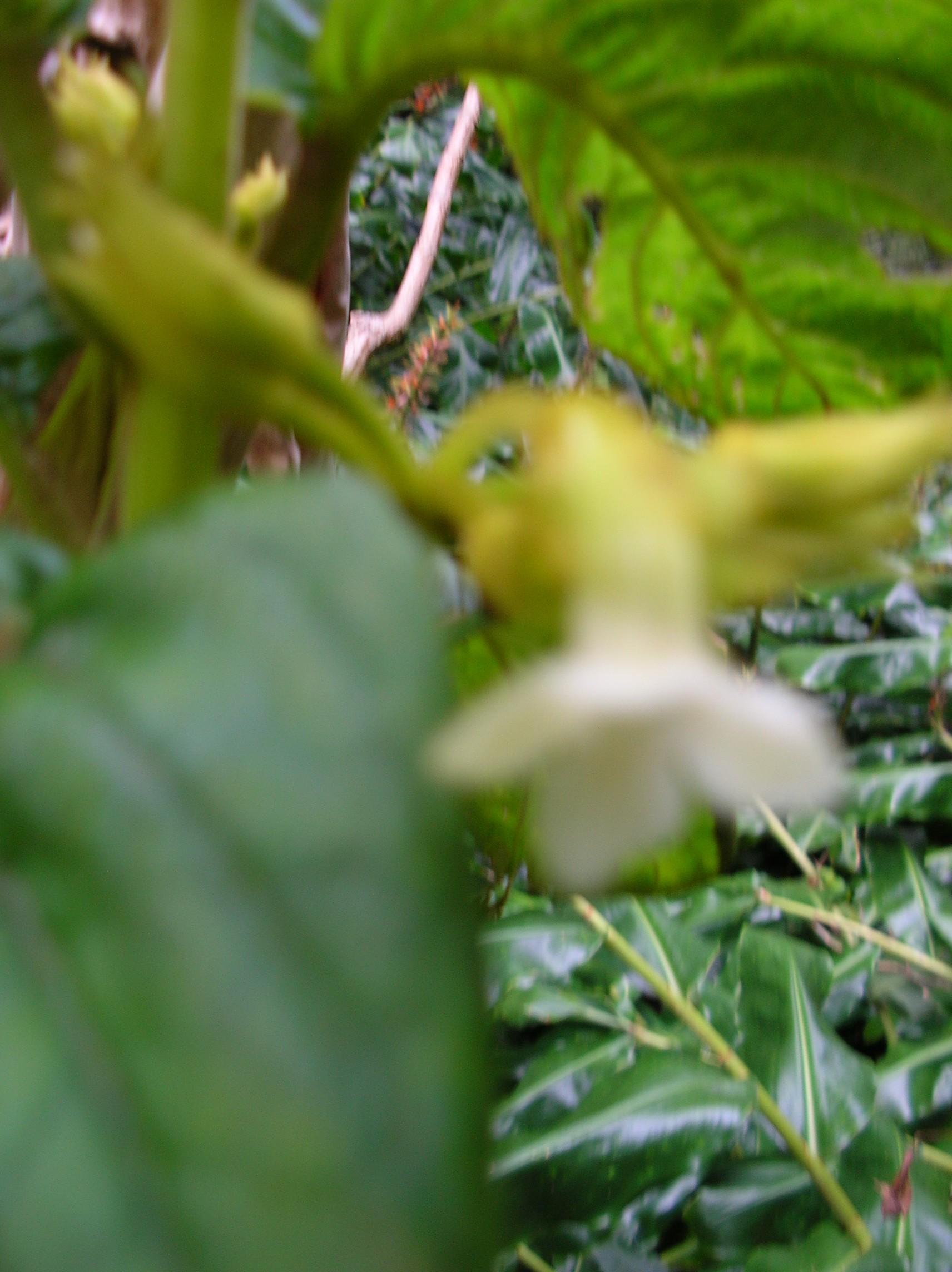
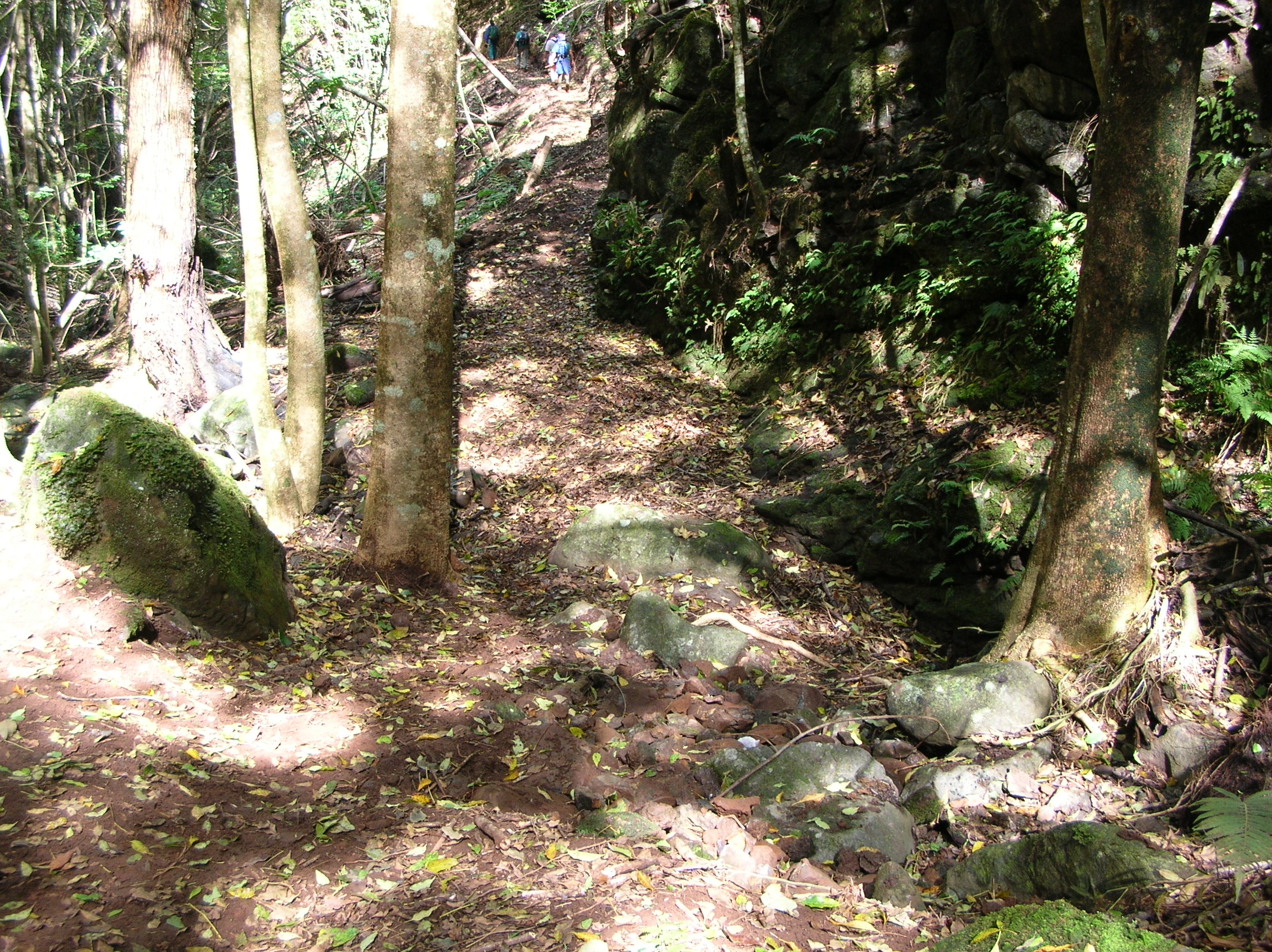

## Dottertaxa tillCyrtandra, i alfabetisk ordning[1]
- Cyrtandra aclada
- Cyrtandra acutangula
- Cyrtandra adnata
- Cyrtandra aeruginosa
- Cyrtandra agrihanensis
- Cyrtandra agusanensis
- Cyrtandra alata
- Cyrtandra albertisii
- Cyrtandra albibracteata
- Cyrtandra alnea
- Cyrtandra aloisiana
- Cyrtandra alvarezii
- Cyrtandra ambigua
- Cyrtandra amicta
- Cyrtandra ammitophila
- Cyrtandra ampla
- Cyrtandra amplifolia
- Cyrtandra andersonii
- Cyrtandra aneiteensis
- Cyrtandra angularis
- Cyrtandra angustielliptica
- Cyrtandra angustivenosa
- Cyrtandra anisophylla
- Cyrtandra anisopoda
- Cyrtandra anthropophagorum
- Cyrtandra antoniana
- Cyrtandra antuana
- Cyrtandra apaensis
- Cyrtandra apiculata
- Cyrtandra apoensis
- Cyrtandra arachnoidea
- Cyrtandra arborescens
- Cyrtandra areolata
- Cyrtandra arfakensis
- Cyrtandra argentata
- Cyrtandra asikii
- Cyrtandra atherocalyx
- Cyrtandra athrocarpa
- Cyrtandra atomigyna
- Cyrtandra atrichoides
- Cyrtandra atrichos
- Cyrtandra atropurpurea
- Cyrtandra attenuata
- Cyrtandra augustii
- Cyrtandra aundensis
- Cyrtandra aurantiaca
- Cyrtandra aurantiicarpa
- Cyrtandra aurea
- Cyrtandra aureo-sericea
- Cyrtandra aureotincta
- Cyrtandra auriculata
- Cyrtandra axillantha
- Cyrtandra axillaris
- Cyrtandra axilliflora
- Cyrtandra baileyi
- Cyrtandra banyingii
- Cyrtandra barnesii
- Cyrtandra basiflora
- Cyrtandra basipartita
- Cyrtandra bataanensis
- Cyrtandra beamanii
- Cyrtandra beccarii
- Cyrtandra beckmannii
- Cyrtandra begonioides
- Cyrtandra behrmanniana
- Cyrtandra benaratica
- Cyrtandra benguetiana
- Cyrtandra bicolor
- Cyrtandra bidwillii
- Cyrtandra biflora
- Cyrtandra biserrata
- Cyrtandra bismarckiensis
- Cyrtandra bracheia
- Cyrtandra bracteata
- Cyrtandra brevicaulis
- Cyrtandra breviflora
- Cyrtandra brevisetosa
- Cyrtandra brownii
- Cyrtandra bruteliana
- Cyrtandra bryophila
- Cyrtandra buergersiana
- Cyrtandra bullata
- Cyrtandra bullifolia
- Cyrtandra burbidgei
- Cyrtandra burleyana
- Cyrtandra burttii
- Cyrtandra calciphila
- Cyrtandra callicarpifolia
- Cyrtandra calpidicarpa
- Cyrtandra calycina
- Cyrtandra calyptribracteata
- Cyrtandra campanulata
- Cyrtandra capitellata
- Cyrtandra carinata
- Cyrtandra carnosa
- Cyrtandra castanea
- Cyrtandra caudata
- Cyrtandra caudatisepala
- Cyrtandra caulescens
- Cyrtandra cauliflora
- Cyrtandra cephalophora
- Cyrtandra ceratocalyx
- Cyrtandra cerea
- Cyrtandra chaiana
- Cyrtandra chalcodea
- Cyrtandra chippendalei
- Cyrtandra chiritoides
- Cyrtandra chlamydocalyx
- Cyrtandra chlorantha
- Cyrtandra christophersenii
- Cyrtandra chrysalabastrum
- Cyrtandra chrysea
- Cyrtandra ciliata
- Cyrtandra cladantha
- Cyrtandra clarkei
- Cyrtandra cleopatrae
- Cyrtandra coacta
- Cyrtandra coccinea
- Cyrtandra coleoides
- Cyrtandra cominsii
- Cyrtandra comocarpa
- Cyrtandra compressa
- Cyrtandra confertiflora
- Cyrtandra confusa
- Cyrtandra congestiflora
- Cyrtandra connata
- Cyrtandra conradtii
- Cyrtandra consimilis
- Cyrtandra constricta
- Cyrtandra cordifolia
- Cyrtandra corniculata
- Cyrtandra crassifolia
- Cyrtandra crassior
- Cyrtandra crenata
- Cyrtandra cretacea
- Cyrtandra crockerella
- Cyrtandra crockeriana
- Cyrtandra cryptantha
- Cyrtandra cumingii
- Cyrtandra cuneata
- Cyrtandra cuprea
- Cyrtandra cupulata
- Cyrtandra cupuliformis
- Cyrtandra cyaneoides
- Cyrtandra cyathibracteata
- Cyrtandra cyclopum
- Cyrtandra cylindrocalyx
- Cyrtandra cymosa
- Cyrtandra dallasensis
- Cyrtandra dasymallos
- Cyrtandra davaoensis
- Cyrtandra debilis
- Cyrtandra decipiens
- Cyrtandra decurrens
- Cyrtandra decussata
- Cyrtandra deinandra
- Cyrtandra denhamii
- Cyrtandra dentata
- Cyrtandra detzneriana
- Cyrtandra didissandriformis
- Cyrtandra digitaliflora
- Cyrtandra dilatata
- Cyrtandra dinocalyx
- Cyrtandra diplotricha
- Cyrtandra dispar
- Cyrtandra disparifolia
- Cyrtandra disparoides
- Cyrtandra dissimilis
- Cyrtandra disticha
- Cyrtandra dolichocalyx
- Cyrtandra dolichocarpa
- Cyrtandra dolichopoda
- Cyrtandra dorytricha
- Cyrtandra dubiosa
- Cyrtandra dulitiana
- Cyrtandra efatensis
- Cyrtandra elata
- Cyrtandra elatostemoides
- Cyrtandra elbertii
- Cyrtandra elegans
- Cyrtandra elizabethae
- Cyrtandra elmeri
- Cyrtandra eminens
- Cyrtandra engleri
- Cyrtandra erectiloba
- Cyrtandra erectipila
- Cyrtandra eriantha
- Cyrtandra eriophylla
- Cyrtandra erythrotricha
- Cyrtandra esothrix
- Cyrtandra eximia
- Cyrtandra exserta
- Cyrtandra externata
- Cyrtandra falcifolia
- Cyrtandra farinosa
- Cyrtandra fasciata
- Cyrtandra feaniana
- Cyrtandra fenestrata
- Cyrtandra ferripilosa
- Cyrtandra ferrocolorata
- Cyrtandra ferruginea
- Cyrtandra ferruginosa
- Cyrtandra filibracteata
- Cyrtandra filipes
- Cyrtandra filisecta
- Cyrtandra flabellifolia
- Cyrtandra flabelligera
- Cyrtandra flavescens
- Cyrtandra flexiramea
- Cyrtandra floribunda
- Cyrtandra florulenta
- Cyrtandra foliosa
- Cyrtandra forbesii
- Cyrtandra foveolata
- Cyrtandra frutescens
- Cyrtandra fulvisericea
- Cyrtandra fulvovillosa
- Cyrtandra funkii
- Cyrtandra fusconervia
- Cyrtandra fusco-vellea
- Cyrtandra fuscovenosa
- Cyrtandra futunae
- Cyrtandra garnotiana
- Cyrtandra geantha
- Cyrtandra geesinkiana
- Cyrtandra geminata
- Cyrtandra geminiflora
- Cyrtandra geocarpa
- Cyrtandra georgiana
- Cyrtandra gibbsiae
- Cyrtandra giffardii
- Cyrtandra gillettiana
- Cyrtandra gimlettei
- Cyrtandra gitingensis
- Cyrtandra gjellerupii
- Cyrtandra glabra
- Cyrtandra glabrifolia
- Cyrtandra glabrilimba
- Cyrtandra gorontaloensis
- Cyrtandra gorumensis
- Cyrtandra gracilenta
- Cyrtandra gracilis
- Cyrtandra graeffei
- Cyrtandra grandibracteata
- Cyrtandra grandiflora
- Cyrtandra grandifolia
- Cyrtandra grandis
- Cyrtandra grayana
- Cyrtandra grayi
- Cyrtandra guerkeana
- Cyrtandra halawensis
- Cyrtandra hansenii
- Cyrtandra hapalantha
- Cyrtandra harveyi
- Cyrtandra hashimotoi
- Cyrtandra hawaiensis
- Cyrtandra hedraiantha
- Cyrtandra heineana
- Cyrtandra heinrichii
- Cyrtandra heintzelmaniana
- Cyrtandra hellwigii
- Cyrtandra hematos
- Cyrtandra herbacea
- Cyrtandra heteronema
- Cyrtandra heterophylla
- Cyrtandra hillebrandii
- Cyrtandra hiranoi
- Cyrtandra hirsuta
- Cyrtandra hirta
- Cyrtandra hirtigera
- Cyrtandra hispidissima
- Cyrtandra holodasys
- Cyrtandra hololeuca
- Cyrtandra homoplastica
- Cyrtandra honolulensis
- Cyrtandra horizontalis
- Cyrtandra hornei
- Cyrtandra hosakae
- Cyrtandra hoseana
- Cyrtandra hottae
- Cyrtandra humilis
- Cyrtandra hypochrysea
- Cyrtandra hypochrysoides
- Cyrtandra hypogaea
- Cyrtandra hypoleuca
- Cyrtandra iliasii
- Cyrtandra ilicifolia
- Cyrtandra ilocana
- Cyrtandra imminuta
- Cyrtandra impar
- Cyrtandra impressivenia
- Cyrtandra inaequifolia
- Cyrtandra incisa
- Cyrtandra incompta
- Cyrtandra incrustata
- Cyrtandra induta
- Cyrtandra infantae
- Cyrtandra insignis
- Cyrtandra insolita
- Cyrtandra insularis
- Cyrtandra integerrima
- Cyrtandra integrifolia
- Cyrtandra involucrata
- Cyrtandra jabiensis
- Cyrtandra jadunae
- Cyrtandra janowskyi
- Cyrtandra jellesmani
- Cyrtandra jonesii
- Cyrtandra jugalis
- Cyrtandra kaalae
- Cyrtandra kahanaensis
- Cyrtandra kajewskii
- Cyrtandra kalichii
- Cyrtandra kalimantana
- Cyrtandra kalyptantha
- Cyrtandra kamoolaensis
- Cyrtandra kanae
- Cyrtandra kandavuensis
- Cyrtandra kaniensis
- Cyrtandra kauaiensis
- Cyrtandra kaulantha
- Cyrtandra kealiae
- Cyrtandra keithii
- Cyrtandra kenivensis
- Cyrtandra kermesina
- Cyrtandra kipahuluensis
- Cyrtandra kipapaensis
- Cyrtandra klossii
- Cyrtandra kohalae
- Cyrtandra kostermansii
- Cyrtandra kruegeri
- Cyrtandra kusaimontana
- Cyrtandra labiosa
- Cyrtandra lacerata
- Cyrtandra laciniata
- Cyrtandra laevis
- Cyrtandra lagunae
- Cyrtandra lambirensis
- Cyrtandra lanata
- Cyrtandra lanceolata
- Cyrtandra lanceolifera
- Cyrtandra lancifolia
- Cyrtandra lasiantha
- Cyrtandra lasiogyne
- Cyrtandra latibracteata
- Cyrtandra laxiflora
- Cyrtandra ledermannii
- Cyrtandra leiocrater
- Cyrtandra lessoniana
- Cyrtandra leucantha
- Cyrtandra leucochlamys
- Cyrtandra libauensis
- Cyrtandra ligulifera
- Cyrtandra lillianae
- Cyrtandra limnophila
- Cyrtandra linauana
- Cyrtandra lineariloba
- Cyrtandra lithophila
- Cyrtandra livida
- Cyrtandra lobbii
- Cyrtandra locuples
- Cyrtandra loheri
- Cyrtandra longicarpa
- Cyrtandra longiflora
- Cyrtandra longifolia
- Cyrtandra longipedunculata
- Cyrtandra longipes
- Cyrtandra longirostris
- Cyrtandra lorentzii
- Cyrtandra luteiflora
- Cyrtandra lutescens
- Cyrtandra lydgatei
- Cyrtandra lysiosepala
- Cyrtandra macraei
- Cyrtandra macrantha
- Cyrtandra macrobracteata
- Cyrtandra macrocalyx
- Cyrtandra macrodiscus
- Cyrtandra macrophylla
- Cyrtandra macrotricha
- Cyrtandra maculata
- Cyrtandra maesifolia
- Cyrtandra magentiflora
- Cyrtandra magnoliifolia
- Cyrtandra malacophylla
- Cyrtandra mamolea
- Cyrtandra mannii
- Cyrtandra mareensis
- Cyrtandra martinii
- Cyrtandra mcgregorii
- Cyrtandra megalocalyx
- Cyrtandra megalocrater
- Cyrtandra megaphylla
- Cyrtandra melinocalyx
- Cyrtandra membranacea
- Cyrtandra membranifolia
- Cyrtandra mendumae
- Cyrtandra menziesii
- Cyrtandra mesilauensis
- Cyrtandra microcalyx
- Cyrtandra microcarpa
- Cyrtandra microphylla
- Cyrtandra milnei
- Cyrtandra mindanaensis
- Cyrtandra minjemensis
- Cyrtandra minor
- Cyrtandra mirabilis
- Cyrtandra mollis
- Cyrtandra montana
- Cyrtandra monticola
- Cyrtandra montigena
- Cyrtandra mooreaensis
- Cyrtandra mucronata
- Cyrtandra mucronatisepala
- Cyrtandra multibracteata
- Cyrtandra multicaulis
- Cyrtandra multifolia
- Cyrtandra multiseptata
- Cyrtandra muluensis
- Cyrtandra munroi
- Cyrtandra muskarimba
- Cyrtandra nabirensis
- Cyrtandra nadeaudii
- Cyrtandra nana
- Cyrtandra nanawaleensis
- Cyrtandra natewaensis
- Cyrtandra navicellata
- Cyrtandra neiothiantha
- Cyrtandra nemorosa
- Cyrtandra neo-hebridensis
- Cyrtandra nibongensis
- Cyrtandra nitens
- Cyrtandra nodulosa
- Cyrtandra nudiflora
- Cyrtandra nukuhivensis
- Cyrtandra nutans
- Cyrtandra oblongata
- Cyrtandra oblongifolia
- Cyrtandra obovata
- Cyrtandra occidentalis
- Cyrtandra occulta
- Cyrtandra ochroleuca
- Cyrtandra oenobarba
- Cyrtandra oligantha
- Cyrtandra olona
- Cyrtandra ootensis
- Cyrtandra opaeulae
- Cyrtandra oreogeiton
- Cyrtandra oxybapha
- Cyrtandra pachyneura
- Cyrtandra pachyphylla
- Cyrtandra palawensis
- Cyrtandra paliku
- Cyrtandra palimasanica
- Cyrtandra pallida
- Cyrtandra paludosa
- Cyrtandra panayensis
- Cyrtandra pandurata
- Cyrtandra panthothrix
- Cyrtandra papyracea
- Cyrtandra paragibbsiae
- Cyrtandra paravelutina
- Cyrtandra parva
- Cyrtandra parviflora
- Cyrtandra parvifolia
- Cyrtandra parvifructa
- Cyrtandra patentiserrata
- Cyrtandra patula
- Cyrtandra pauciflora
- Cyrtandra paxiana
- Cyrtandra pedicellata
- Cyrtandra peltata
- Cyrtandra pendula
- Cyrtandra penduliflora
- Cyrtandra perplexa
- Cyrtandra phaeodictyon
- Cyrtandra phaeotricha
- Cyrtandra phoenicea
- Cyrtandra phoenicoides
- Cyrtandra phoenicolasia
- Cyrtandra pickeringii
- Cyrtandra picta
- Cyrtandra pilosa
- Cyrtandra pilostyla
- Cyrtandra pinatubensis
- Cyrtandra platyphylla
- Cyrtandra plectranthiflora
- Cyrtandra plicata
- Cyrtandra pogonantha
- Cyrtandra poiensis
- Cyrtandra poikilophylla
- Cyrtandra polyantha
- Cyrtandra polyneura
- Cyrtandra populifolia
- Cyrtandra poulsenii
- Cyrtandra prattii
- Cyrtandra pritchardii
- Cyrtandra procera
- Cyrtandra propinqua
- Cyrtandra prostrata
- Cyrtandra pruinosa
- Cyrtandra pubens
- Cyrtandra pulchella
- Cyrtandra pulgarensis
- Cyrtandra pulleana
- Cyrtandra pumilio
- Cyrtandra punctatissima
- Cyrtandra purpurea
- Cyrtandra purpurifolia
- Cyrtandra quercifolia
- Cyrtandra quinquenotata
- Cyrtandra quisumbingii
- Cyrtandra radiciflora
- Cyrtandra raiateensis
- Cyrtandra ramiflora
- Cyrtandra ramosissima
- Cyrtandra ramunculosa
- Cyrtandra rarotongensis
- Cyrtandra repens
- Cyrtandra reticulata
- Cyrtandra revoluta
- Cyrtandra rhabdothamnos
- Cyrtandra rhizantha
- Cyrtandra rhyncanthera
- Cyrtandra richii
- Cyrtandra rivularis
- Cyrtandra robusta
- Cyrtandra rockii
- Cyrtandra roemeri
- Cyrtandra rosea
- Cyrtandra roseiflora
- Cyrtandra roseo-alba
- Cyrtandra rostrata
- Cyrtandra rotumaensis
- Cyrtandra rubiginosa
- Cyrtandra rubra
- Cyrtandra rubricalyx
- Cyrtandra rubropicta
- Cyrtandra rufa
- Cyrtandra rufotricha
- Cyrtandra rupicola
- Cyrtandra russa
- Cyrtandra sagetorum
- Cyrtandra saligna
- Cyrtandra samoensis
- Cyrtandra sandakanensis
- Cyrtandra sandei
- Cyrtandra sandwicensis
- Cyrtandra saniensis
- Cyrtandra santosii
- Cyrtandra sarawakensis
- Cyrtandra saxicola
- Cyrtandra scabrella
- Cyrtandra schizocalyx
- Cyrtandra schizostyla
- Cyrtandra schraderi
- Cyrtandra schultzei
- Cyrtandra schumanniana
- Cyrtandra scutata
- Cyrtandra scutifolia
- Cyrtandra seganica
- Cyrtandra sepikana
- Cyrtandra sericifolia
- Cyrtandra serratifolia
- Cyrtandra serratobracteata
- Cyrtandra sessilis
- Cyrtandra sibuyanensis
- Cyrtandra similis
- Cyrtandra simplex
- Cyrtandra sinclairiana
- Cyrtandra smithiana
- Cyrtandra sororia
- Cyrtandra sorsogonensis
- Cyrtandra spathacea
- Cyrtandra spathulata
- Cyrtandra spelaea
- Cyrtandra sphaerocalyx
- Cyrtandra spicata
- Cyrtandra splendens
- Cyrtandra stenoptera
- Cyrtandra stolleana
- Cyrtandra stonei
- Cyrtandra strictipes
- Cyrtandra strongiana
- Cyrtandra suberosa
- Cyrtandra subglabra
- Cyrtandra subgrandis
- Cyrtandra subintegra
- Cyrtandra sublanea
- Cyrtandra subsphaerocarpa
- Cyrtandra subulibractea
- Cyrtandra subumbellata
- Cyrtandra suffruticosa
- Cyrtandra sulcata
- Cyrtandra tagaleurium
- Cyrtandra tahuatensis
- Cyrtandra taitensis
- Cyrtandra talonensis
- Cyrtandra tarsodes
- Cyrtandra taviunensis
- Cyrtandra tayabensis
- Cyrtandra tecomiflora
- Cyrtandra tempestii
- Cyrtandra tenebrosa
- Cyrtandra tenuicarpa
- Cyrtandra tenuipes
- Cyrtandra tenuisepala
- Cyrtandra teres
- Cyrtandra terrae-guilelmii
- Cyrtandra tesselata
- Cyrtandra teysmannii
- Cyrtandra thamnodes
- Cyrtandra thibaultii
- Cyrtandra tibangensis
- Cyrtandra tintinnabula
- Cyrtandra todaiensis
- Cyrtandra tohiveaensis
- Cyrtandra tomentosa
- Cyrtandra toreniiflora
- Cyrtandra toviana
- Cyrtandra trachycaulis
- Cyrtandra treubiana
- Cyrtandra trichocalyx
- Cyrtandra trichodon
- Cyrtandra trichophylla
- Cyrtandra trisepala
- Cyrtandra trivialis
- Cyrtandra tubibractea
- Cyrtandra tubiflora
- Cyrtandra tunohica
- Cyrtandra turbiniformis
- Cyrtandra umbellifera
- Cyrtandra umbraculiflora
- Cyrtandra umbraticola
- Cyrtandra undata
- Cyrtandra uniflora
- Cyrtandra urceolata
- Cyrtandra urdanetensis
- Cyrtandra urvillei
- Cyrtandra vaginata
- Cyrtandra wagneri
- Cyrtandra waianaeensis
- Cyrtandra waihoiensis
- Cyrtandra wainihaensis
- Cyrtandra waiolani
- Cyrtandra vairiae
- Cyrtandra wallichii
- Cyrtandra valviloba
- Cyrtandra vanoverberghii
- Cyrtandra warburgiana
- Cyrtandra wariana
- Cyrtandra wawrae
- Cyrtandra weberi
- Cyrtandra velutina
- Cyrtandra wentiana
- Cyrtandra ventricosa
- Cyrtandra versteegii
- Cyrtandra vescoi
- Cyrtandra vesiculata
- Cyrtandra vespertina
- Cyrtandra wichmanniana
- Cyrtandra victoriae
- Cyrtandra wilhelmensis
- Cyrtandra villicalyx
- Cyrtandra villifructus
- Cyrtandra villosissima
- Cyrtandra winkleri
- Cyrtandra virescens
- Cyrtandra viridescens
- Cyrtandra viridiflora
- Cyrtandra vitiensis
- Cyrtandra wollastonii
- Cyrtandra woodsii
- Cyrtandra vriesii
- Cyrtandra vulpina
- Cyrtandra xanthantha
- Cyrtandra yaeyamae
- Cyrtandra zamboangensis
- Cyrtandra zippelii
- Cyrtandra zollingeri